# Adelphobates
Adelphobates is een geslacht van kikkers uit de familie pijlgifkikkers (Dendrobatidae). De groep werd voor het eerst wetenschappelijk beschreven door de groep van biologen Taran Grant, Darrel Richmond Frost, Janalee P. Caldwell, Ronald Gagliardo, Célio Fernando Baptista Haddad, Philippe J. R. Kok, Bruce Means, Brice Patrick Noonan, Walter E. Schargel en Ward C. Wheeler in 2006.
Er zijn drie soorten die voorkomen in Zuid-Amerika; Brazilië en Peru, vermoedelijk komen ook soorten voor in Bolivia. De soorten werden vroeger tot het geslacht Dendrobates gerekend, Adelphobates captivus werd in 2008 door Twomey en Brown, in het geslacht Excidobates geplaatst.

## Taxonomie
Geslacht Adelphobates
- Soort Adelphobates castaneoticus
- Soort Adelphobates galactonotus
- Soort Adelphobates quinquevittatus

Adelphobates · 
Dendrobates · 
Excidobates · 
Minyobates · 
Oophaga · 
Phyllobates · 
Ranitomeya